# Watchtower (canção)
"Watchtower" é uma canção gravada pelo rapper britânico Devlin com participação do músico inglês Ed Sheeran. Foi divulgada em formato digital a partir de 16 de Agosto de 2012 no Reino Unido como o primeiro single de A Moving Picture (2013), segundo trabalho de estúdio de Devlin. Após o seu lançamento, a faixa conseguiu entrar na tabela de singles do Reino Unido, na qual alcançou a sua posição máximo dentro dos melhores postos, um marco inédito para Devlin até então. Produzida por Labrinth, a obra contém uma amostra do refrão de "All Along the Watchtower", canção de Bob Dylan, e usa o riff de guitarra da versão cover gravada por Jimi Hendrix. Devido a isso, ambos Dylan e Hendrix receberam créditos de compositores, juntamente com Devlin, Sheeran e Timothy McKenzie.
De modo a promover o single, um vídeo musical promocional realizado por Corin Hardy foi publicado no YouTube a 4 de Julho de 2012. "Watchtower" foi usada no filme de acção 2 Guns (2013), estrelado por Denzel Washington e Mark Wahlberg, enquanto a sua versão instrumental como o tema de abertura para a série de televisão The Young Pope, criada por Paolo Sorrentino. Além disso, foi ainda usada nos primeiros trailer promocionais do seriado Tom Clancy's Jack Ryan, transmitida pelo Amazon Prime a partir de 2018.

## Alinhamento de faixas
- Download digital

1. "Watchtower" (edição da rádio) (com participação de Ed Sheeran) — 3:39
2. "London City Part II" — 2:52
3. "My Moving Picture" — 3:52
4. "Watchtower" (instrumental) — 4:32

## Desempenho nas tabelas musicais
| País                                                          | Posição de pico |
| ------------------------------------------------------------- | --------------- |
| França — Top Singles (SNEP)                                   | 177             |
| Hungria — Single Top 40 (MAHASZ)                              | 26              |
| Irlanda — Official Irish Singles Chart Top 50 (IRMA)          | 73              |
| Escócia — Official Scottish Singles Sales Chart Top 100 (OCC) | 9               |
| Reino Unido — Official Singles Chart Top 100 (OCC)            | 3               |
| Reino Unido — Official Dance Singles Chart Top 40 (OCC)       | 7               |